# Le Policeman
Pour plus de détails, voir Fiche technique et Distribution.
Le Policeman (Fort Apache, The Bronx) est un film policier américain réalisé par Daniel Petrie, sorti en 1981.
Le film met en vedette Paul Newman, Ken Wahl, Edward Asner et Danny Aiello. Filmé dans le quartier du Bronx à New York, son scénario est largement basé sur le livre Fort Apache de Tom Walker.

## Synopsis
Le film raconte quelques jours dans la vie des officiers Murphy et Corelli qui travaillent au poste de police du Bronx. Celui-ci, surnommé Fort Apache parce que les policiers qui y travaillent se sentent comme une armée assiégée en territoire ennemi, n'a pas très bonne réputation dans le département car on y transfère souvent des officiers au passé trouble. La communauté portoricaine, qui habite le quartier, n'est pas commode et se révolte souvent contre l'autorité. Murphy, Corelli et les autres policiers tentent de maintenir la loi comme ils le peuvent. Le capitaine Dennis Connally, qui succède au capitaine Dugan, tente d'apporter un certain changement dans la façon de faire des policiers pendant leur travail, ce qui ne fait pas plaisir à tous ses employés. Lorsqu'il tente d'enquêter sur le meurtre d'un jeune Portoricain, qui semble avoir été assassiné par un policier, le doute s'installe chez Murphy, qui a été témoin du crime.

## Fiche technique
- Réalisation : Daniel Petrie
- Scénario : Heywood Gould
- Photographie : John Alcott
- Musique : Jonathan Tunick
- Montage : Rita Roland
- Effets spéciaux : Connie Brink
- Production : Thomas Fiorello et Martin Richards
- Société de production : Producers Circle
- Société de distribution : Twentieth Century Fox
- Genre : Drame policier
- Date de sortie : 6 février 1981
- Pays de production :  États-Unis
- Durée : 125 minutes
- Langue : Anglais
- Format : Couleur
- Budget : 4 000 000 $

## Distribution
- Paul Newman (VF : Marc Cassot) : Murphy
- Ken Wahl (VF : Richard Darbois) : Corelli
- Edward Asner (VF : Claude Joseph) : Le capitaine Davis Connolly
- Rachel Ticotin (VF : Annie Balestra) : Isabella
- Pam Grier : Charlotte
- Danny Aiello (VF : Jacques Ferrière) : Morgan
- Kathleen Beller (VF : Catherine Lafond) : Teresa
- Miguel Piñero (VF : Serge Lhorca) : Hernando
- Jaime Tirelli : José
- Sully Boyar (VF : Jacques Dynam) : Le capitaine Dugan
- Irving Metzman (VF : Francis Lax) : Applebaum
- Clifford Davis (VF : Roger Crouzet) : Dacey
- Rik Colitti : Le sergent Tony Pantuzzi
- Frederick Allen (VF : Vincent Ropion) : Le frère de Corelli
- Dominic Chianese (VF : Jean-François Laley) : Le père de Corelli
- John Aquino : Finley
- Michael Higgins : Hefferman

## Autour du film
- Le film est basé en grande partie sur l'expérience des anciens policiers Thomas Mulheam et Pete Tessitone, qui ont longtemps travaillé dans le Bronx. Paul Newman a d'ailleurs passé beaucoup de temps à interroger Mulheam afin de parfaire le caractère de Murphy.
- Le rôle d'Isabella, joué par Rachel Ticotin, est inspiré en partie par l'amie porto-ricaine de Mulheam, Venus Castano. Celle-ci travaillait dans un cabinet médical du Bronx et a vécu des situations similaires à celles d'Isabella au moment de la préproduction. Elle a d'ailleurs auditionné pour le rôle.
- Pendant le tournage, certains groupes communautaires du Bronx ont menacé de porter plainte contre les producteurs en raison de la façon dont les groupes ethniques (les Noirs et les Porto-Ricains) étaient décrits dans le film. Quelques modifications ont dû être apportées au script[1].